# Sterneneisen
Sterneneisen (Estrellas de Hierro en alemán) es el décimo álbum de estudio de la banda de Folk metal berlinesa In Extremo. Fue lanzado en Alemania, Austria y Suiza el 18 de febrero de 2011.

## Publicación y éxito
Después de tres años Sterneneisen ve la luz el 18 de febrero de 2011. Después de una semana se posicionó en el número 1 de las listas musicales de Alemania, en Austria el disco ocupó la 5.ª posición y en Suiza el 14, un número nunca antes alcanzado por la banda en este país.

## Canciones
El álbum se inspira en la leyenda de las estrellas de hierro, hechas de metal proveniente de meteoritos y que contienen poderes mágicos. Según la leyenda la espada Excalibur fue forjada de una estrella de hierro, no obstante el álbum hace referencia también a otros temas.
- Zigeunerskat (Zigeuner= Gitano; Skat= Juego de Cartas parecido al tresillo) es un canto a la libertad y a los juegos de cartas.
- Gold (Oro) habla sobre dos amigos que están en busca de oro y terminan destruyéndose a sí mismos en la búsqueda.
- Viva la vida es un tema de bar, que habla sobre una noche de copas y disfrutar la vida.
- Stalker habla sobre un tema recurrente en la Edad Media.
- Hol die Sterne (Agarra las estrellas) cuenta con la participación de Der Graf (El conde) de la banda Unheilig (Impío). basado en una historia de un pescador escandinavo que quería escalar una montaña, pero que finalmente no lo hace.
- Zauberspruch VII (Hechizo 7) al igual que en anteriores trabajos, In Extremo hace una representación de un hechizo. Esta vez es para cubriese de lenguas calumniosas y mirar positivamente hacía el futuro.
- Sterneneisen la canción es una autorepresentación de la banda en relación con la leyenda de las estrellas de hierro, se representa la historia y experiencias de la banda.
- Auge um Auge (Ojo por ojo) habla sobre la mente de un asesino que espera la pena de muerte.
- Mira a la luna la pieza refleja la vida y los pensamiento de un hombre lobo.
- Unsichtbar (Invisible) habla de un amor no correspondido de un músico callejero al cual no le prestan atención. Mille Petrozza de Kreator participa en las voces de este tema.
- Ich vermiss Dich (Te extraño)  es una canción de amor que habla a cerca de la despedida de un amor.

### Lista completa
1. Zigeunerskat
2. Gold
3. Viva La Vida
4. Siehst du das Licht
5. Stalker
6. Hol die Sterne
7. Sterneneisen
8. Zauberspruch No. VII
9. Auge um Auge
10. Schau zum Mond
11. Unsichtbar
12. Vermiss Dich
13. Wolkenmeer*
14. Heut Morgen*

- En la versión especial

## Recepción
Ulf Kubanke de laut.de describió el álbum como "Un rayador rock de brillo metálico" ganando 4 de 5 estrellas.
En general el álbum fue bien recibido, pero no fueron pocas las críticas que se hicieron oír debido a un presunto estancamiento musical del cual el grupo ha intentado escapar, intentando mezclar nuevos sonidos, pero en definitiva decepcionando a sus seguidores.